# Тест асоціативності
Тест асоціативності — перевірка бінарної операції на асоціативність. Наївна процедура перевірки, яка полягає у переборі всіх можливих трійок аргументів операції, вимагає {\displaystyle O(n^{3})} часу, де {\displaystyle n} — розмір множини, над яким визначено операцію. Ранні тести асоціативності не давали асимптотичних покращень порівняно з наївним алгоритмом, проте дозволяли покращити час роботи в окремих випадках. Наприклад, Роберт Тарджан 1972 року виявив, що запропонований 1949 року тест Лайта дозволяє виконати перевірку за {\displaystyle O(n^{2}\log n)}, якщо досліджувана бінарна операція оборотна (задає квазігрупу). Перший імовірнісний тест, що покращує час роботи з {\displaystyle O(n^{3})} до {\textstyle O(n^{2}\log \delta ^{-1})}, був запропонований 1996 року Шрідхаром Раджаґопаланом і Леонардом Шульманом. 2015 року було запропоновано квантовий алгоритм, що перевіряє операцію на асоціативність за час {\textstyle O(n^{10/7})}, що є поліпшенням у порівнянні з пошуком Ґровера, що працює за {\textstyle O(n^{3/2})}.

## Постановлення задачі
Наведена таблиця розміру {\displaystyle n\times n}, що описує замкнуту операцію {\displaystyle \cdot :G\times G\mapsto G} на множині {\displaystyle G} розміру {\displaystyle n}, тобто операція {\displaystyle \cdot } задана своєю таблицею Келі, а {\displaystyle G} разом з цією операцією утворює магму. Необхідно перевірити, що для будь-яких {\displaystyle a,b,c\in G} виконано {\displaystyle a\cdot (b\cdot c)=(a\cdot b)\cdot c} (іншими словами, операція асоціативна). Будь-який детермінований алгоритм, який вирішує це завдання, вимагатиме не менше {\displaystyle O(n^{2})} часу, бо кожна чарунка таблиці Келі має бути лічена хоча б раз. Повний перебір всіх трійок {\displaystyle a,b,c} з перевіркою того, що рівність виконується для кожної трійки, потребує {\displaystyle O(n^{3})} часу.

## Мотивація
Перевірка асоціативності — одне з природних завдань, що виникають при роботі з таблицями Келі різних операцій. Зокрема, така перевірка вбудована в системах комп'ютерної алгебри GAP і Maple. У найзагальнішому випадку існують операції, для яких усі трійки, крім однієї, є асоціативними — прикладом такої операції на {\displaystyle n\geq 3} елементах служить операція {\displaystyle \cdot }, така що {\displaystyle 1\cdot 2=2}, а для всіх інших елементів {\displaystyle a\cdot b=3}. Її єдиною неасоціативною трійкою є {\displaystyle 1,1,2}, оскільки {\displaystyle 1\cdot (1\cdot 2)=1\cdot 2=2\neq 3=3\cdot 2=(1\cdot 1)\cdot 2}. Через існування таких операцій може скластися враження, що перевірка асоціативності вимагатиме обробки всіх можливих трійок і тому асимптотичне покращення часу роботи алгоритму неможливе. З цієї ж причини наївний імовірнісний алгоритм, що перевіряє асоціативність випадковим чином обраних трійок, вимагатиме {\displaystyle O(n^{3})} перевірок, щоб убезпечити досить низьку ймовірність помилки. Однак запропонований Раджаґопаланом і Шульманом алгоритм показує, що цю оцінку можна покращити, і служить наочним прикладом того, як імовірнісні алгоритми можуть справлятися із завданнями, які виглядають складними для детермінованих алгоритмів — станом на 2020 рік детерміновані алгоритми, що вирішують це завдання за субкубічний час, невідомі.

## Тест Лайта
1961 року Альфред Кліффорд і Ґордон Престон опублікували у книзі «Алгебраїчна теорія напівгруп» (англ. The Algebraic Theory of Semigroups) тест асоціативності, повідомлений одному з авторів доктором Лайтом 1949 року. Алгоритм полягає у розгляді для кожного {\displaystyle g\in G} операцій {\displaystyle x\star _{g}y=x\cdot (g\cdot y)} і {\displaystyle x\circ _{g}y=(x\cdot g)\cdot y}. За визначенням, операція {\displaystyle \cdot } асоціативна якщо і тільки якщо {\displaystyle \star _{g}=\circ _{g}} (таблиці Келі операцій збігаються) для всіх {\displaystyle g\in G}. Лайт звернув увагу, що якщо {\displaystyle G=\langle S\rangle }, тобто {\displaystyle G} має породжувальну множину {\displaystyle S}, то перевірку достатньо провести лише для {\displaystyle g\in S}.
| Якщо у визначеннях вище {\displaystyle \star _{a}=\circ _{a}} і {\displaystyle \star _{b}=\circ _{b}}, то {\displaystyle \star _{a\cdot b}=\circ _{a\cdot b}}. |

У гіршому випадку (наприклад, для операції максимуму) найменша породжувальна множина магми може складатися з {\textstyle n} елементів, тому тест доведеться провести для всіх елементів {\textstyle G}, що займе {\textstyle O(n^{3})} часу. 1972 року Роберт Тарджан звернув увагу на те, що тест Лайта може бути дієвим для перевірки того, чи задає задана операція групу. Це пов'язано з тим, що для деяких спеціальних операцій, зокрема операцій, що задовольняють груповій аксіомі наявності зворотного елемента, завжди можна виділити породжувальну множину невеликого розміру.
| Нехай у {\displaystyle G} будь-яке рівняння виду {\displaystyle a=b\cdot x} має єдине рішення {\displaystyle x} (тобто {\displaystyle G} — квазігрупа). Тоді в {\displaystyle G} можна виділити породжувальну множину {\displaystyle S} розміром не більше {\displaystyle \lfloor \log _{2}n\rfloor +1}. |

За визначенням, {\displaystyle G} є квазігрупою якщо і тільки якщо її таблиця Келі є латинським квадратом, що може бути перевірено за час {\textstyle O(n^{2})}. Застосування до квазігрупи описаної вище процедури дозволяє своєю чергою детерміновано перевірити, чи є {\displaystyle G} групою, за {\displaystyle O(n^{2}\log n)}.

## Тест Раджаґопалана— Шульмана
Першим субкубічним тестом став алгоритм типу Монте-Карло, запропонований 1996 року Шрідхаром Раджагопаланом з Принстонського університету та Леонардом Шульманом з Технологічного інституту Джорджії. Запропонована ними процедура вимагає {\displaystyle O(n^{2}\log \delta ^{-1})} часу, де {\displaystyle \delta } — найбільша припустима ймовірність помилки.

### Алгоритм
Алгоритм використовує групоїдну алгебру {\displaystyle \mathbb {Z} _{2}[G]} — лінійний простір (алгебру) над двохелементним полем {\displaystyle \mathbb {Z} _{2}} розмірності {\displaystyle n}, базисні вектори {\displaystyle v_{g_{1}},\dots ,v_{g_{n}}} якого відповідають усім різним елементам магми {\displaystyle g_{1},\dots ,g_{n}}. Вектори такого простору мають вигляд
{\textstyle A=a_{g_{1}}v_{g_{1}}+a_{g_{2}}v_{g_{2}}+\dots +a_{g_{n}}v_{g_{n}}=\sum \limits _{g\in G}a_{g}v_{g}}, де {\displaystyle a_{g}\in \mathbb {Z} _{2}.}
Для них визначено операцію суми
{\textstyle A+B=\sum \limits _{g\in G}(a_{g}\oplus b_{g})v_{g}}, де {\displaystyle \oplus } позначає додавання {\displaystyle a_{g}} і {\displaystyle b_{g}} в {\displaystyle \mathbb {Z} _{2},}
а також операція добутку
{\textstyle A\cdot B=\sum \limits _{x,y\in G}a_{x}b_{y}v_{x\cdot y}=\sum \limits _{g\in G}(\bigoplus \limits _{x\cdot y=g}a_{x}b_{y})v_{g}}, де {\displaystyle a_{x}b_{y}} позначає добуток {\displaystyle a_{x}} і {\displaystyle b_{y}} у {\displaystyle \mathbb {Z} _{2}.}
Добуток векторів у такій алгебрі стає інтуїтивнішим, якщо вважати, що для будь-якої пари базисних векторів він визначений як {\displaystyle v_{x}\cdot v_{y}=v_{x\cdot y}}, а твір будь-якої іншої пари векторів виходить «розкриттям дужок» та перегрупуванням доданків. Наприклад, для {\displaystyle G=\{p,q,r\}} добуток має вигляд
{\displaystyle A\cdot B=(a_{p}v_{p}+a_{q}v_{q}+a_{r}v_{r})\cdot (b_{p}v_{p}+b_{q}v_{q}+b_{r}v_{r})=a_{p}b_{p}(v_{p}\cdot v_{p})+a_{p}b_{q}(v_{p}\cdot v_{q})+\dots +a_{r}b_{r}(v_{r}\cdot v_{r}),}
а при підстановці {\displaystyle v_{x}\cdot v_{y}=v_{x\cdot y}} виходить вираз, що відповідає загальному визначенню. Для визначеної таким чином алгебри має місце наступна лема:
| Операція вихідної магми є асоціативною якщо і тільки якщо {\displaystyle A\cdot (B\cdot C)=(A\cdot B)\cdot C} для будь-яких {\displaystyle A,B,C\in \mathbb {Z} _{2}[G]}. Якщо операція не асоціативна, то ймовірність того, що вказана рівність буде виконана для випадкової рівномірно обраної трійки {\displaystyle a,b,c}, не перевершує {\textstyle {\frac {7}{8}}}. |

Для перевірки асоціативності вибираються випадкові {\displaystyle A,B,C\in \mathbb {Z} _{2}[G]}, для котрих перевіряється {\displaystyle A\cdot (B\cdot C)=(A\cdot B)\cdot C}. Така перевірка може бути здійснена за час {\displaystyle O(n^{2})}, а для досягнення ймовірності помилки, яка не перевищує {\displaystyle \delta }, достатньо зробити {\displaystyle \log _{8/7}\delta ^{-1}} перевірок, що дає загальний час роботи {\textstyle O\left(n^{2}\log \delta ^{-1}\right)}.

### Довільні операції
Підхід Раджаґопалана і Шульмана може бути узагальнений для перевірки тотожностей загального виду за умови, що кожна змінна зустрічається рівно один раз у лівій та правій частині тотожності.
Наприклад можна розглянути множину {\displaystyle G}, на елементах якого задано три операції: «об'єднання» {\displaystyle a\cup b}, «перетин» {\displaystyle a\cap b} і «доповнення» {\displaystyle {\bar {a}}}. Необхідно перевірити, що {\displaystyle {\overline {a\cap (b\cup c)}}={\overline {a}}\cup ({\overline {b}}\cap {\overline {c}})}. Для цього можна розглянути індуковані на {\displaystyle \mathbb {Z} _{2}[G]} операції
{\textstyle A\cup B=\sum \limits _{g\in G}\left(\bigoplus \limits _{x\cup y=g}a_{x}b_{y}\right)g}, {\textstyle A\cap B=\sum \limits _{g\in G}\left(\bigoplus \limits _{x\cap y=g}a_{x}b_{y}\right)g} і {\displaystyle {\bar {A}}=\sum \limits _{g\in G}{\bar {a}}_{g}g}
і перевірити, що для цих операцій у {\displaystyle \mathbb {Z} _{2}[G]} вірно {\displaystyle {\overline {A\cap (B\cup C)}}={\overline {A}}\cup ({\overline {B}}\cap {\overline {C}})}. У найзагальнішому вигляді процедуру можна охарактеризувати наступною теоремою:
| Нехай {\displaystyle D_{1},\dots ,D_{k}} — кінцеві множини, а {\displaystyle \circ _{1},\dots ,\circ _{m}} — набір операцій, визначених над кінцевими декартовими добутками цих множин, таких як операція {\displaystyle \circ _{j}} визначена на множині {\displaystyle D_{\sigma (j,1)}\times \dots \times D_{\sigma (j,c_{j})}}, де {\displaystyle c_{j}} — арність операції {\displaystyle \circ _{j}}. Тоді перевірка на істинність складеної з цих операцій тотожності, такої, що кожна змінна зустрічається в лівій та правій його частинах рівно один раз, може бути виконана за час {\displaystyle O(2^{k}lM\log \delta ^{-1})}, де {\textstyle M=\max _{j}\left(\vert D_{\sigma (j,1)}\vert \cdot \ldots \cdot \vert D_{\sigma (j,c_{j})}\vert \right)} — найбільший можливий розмір області визначення {\displaystyle \circ _{j}}, {\displaystyle l} — сумарна кількість використаних у тотожності операцій, {\displaystyle k} — сумарна кількість змінних, {\displaystyle \delta } — найбільша припустима ймовірність помилки. |

У випадку {\displaystyle |D_{1}|=\dots =|D_{k}|=n} операція {\displaystyle \circ _{j}} має область визначення розміру {\displaystyle n^{c_{j}}}, у зв'язку з чим {\displaystyle M=n^{\max c_{j}}} і обчислювальна складність процедури набуває вигляду {\displaystyle O(2^{k}ln^{\max c_{j}}\log \delta ^{-1})}, тоді як наївна перевірка вимагала б {\displaystyle O(ln^{k})} операцій.
Даний результат може бути поліпшено, якщо замість {\displaystyle \mathbb {Z} _{2}[G]} розглядати алгебру {\displaystyle \mathbb {Z} _{p}[G]} для простого числа {\displaystyle p>k}. У такому разі, за лемою Шварца — Зіппеля, ймовірність спростування невірної тотожності за одну ітерацію може бути поліпшено з {\textstyle {\frac {1}{2^{k}}}} до {\textstyle 1-{\frac {k}{p}}}, що при {\displaystyle p\sim (1+\varepsilon )k} відповідає константній імовірності {\textstyle {\frac {\varepsilon }{1+\varepsilon }}} і дозволяє покращити час роботи до {\displaystyle O(lM\log \delta ^{-1})}.

### Пошук свідка нетотожності
Алгоритм може бути модифікований для знаходження конкретного набору змінних, на яких не виконується тотожність. Наприклад, можна розглянути пошук неасоціативної трійки {\textstyle (a,b,c)} за час {\textstyle O\left(n^{2}\log n\log \delta ^{-1}\right)}. Нехай для деяких {\displaystyle A,B,C\in \mathbb {Z} _{2}[G]} відомо, що {\displaystyle A\cdot (B\cdot C)\neq (A\cdot B)\cdot C}. Цим елементам можна порівняти трійку {\displaystyle A',B',C'}, таку що якщо {\displaystyle a_{i}=0}, то {\displaystyle a_{i}'} також дорівнює {\displaystyle 0}, а якщо {\displaystyle a_{i}=1}, то {\displaystyle a_{i}'} вибирається випадковим чином між {\displaystyle 0} й {\displaystyle 1} (так само для {\displaystyle b_{i}'} и {\displaystyle c_{i}'}). Для ймовірності того, що {\displaystyle A'\cdot (B'\cdot C')\neq (A'\cdot B')\cdot C'}, буде все ще правильна оцінка знизу {\textstyle {\frac {1}{8}}}, тому процедуру можна повторювати доти, доки кожен з елементів {\displaystyle A',B',C'} не матиме одиницю лише в одній з позицій, що відповідатиме шуканій неасоціативній трійці в {\displaystyle G}.